# Ilex robustinervosa
Ilex robustinervosa là một loài thực vật có hoa trong họ Aquifoliaceae. Loài này được C.J. Tseng ex S.K. Chen & Y.X. Feng mô tả khoa học đầu tiên năm 1999.